# Basilianas Hijas de Santa Macrina
La Congregación de Hermanas Basilianas Hijas de Santa Macrina (oficialmente en albanés Motrat Baziljane Bijat e Shën Makrinës) es una congregación religiosa católica femenina, de rito bizantino, de vida apostólica y de derecho pontificio, fundada por el monje basilio Nilo Borgia, en 1921, en Mezzojuso (Italia). A las religiosas de este instituto se las conoce como Hijas de Santa Macrina o simplemente como basilianas. Sus miembros posponen a sus nombres las siglas I.S.B.F.M.

## Historia
Nilo Borgia, monje basilio de Piana degli Albanesi de Grottaferrata (Italia), fue enviado en 1920 a Mezzojuso para atender una colonia de albaneses y restaurar un monasterio el antiguo monasterio de San Basilio que allí se encontraba. A partir de su trabajo con la comunidad albanesa, el monje comprendió que era necesario un trabajo pastoral más continuo entre ellos. Para ello, fundó en 1921, junto a las hermanas Helena e Inés Raparelli, una congregación religiosa con el nombre de Hijas de Santa Macrina, bajo la Regla de san Basilio. El proyecto era revolucionario para la época, porque, aparte de servir a la población italo-albanesa, las religiosas servirían de puente de diálogo con las iglesias orientales.
El 30 de julio de 1930, las hermanas hicieron su profesión religiosa. Desde entonces Helena pasó a ser conocida como Macrina e Inés como Eumelia. Macrina fue la primera superiora general hasta su muerte, mientras que el fundador fue el director espiritual del nuevo instituto. La Santa Sede aprobó el proyecto de vida de las basilianas de Santa Macrina en 1972.

## Organización
La Congregación de Hermanas Basilianas Hijas de Santa Macrina es un instituto religioso centralizado, cuyo gobierno es ejercido por una superiora general, coadyuvada por un consejo general. La casa general se encuentra en Grottaferrata (Roma).
Las basilianas viven según la Regla de san Basilio y su apostolado es amplio, sin embargo, es característico de su carisma el hecho de que dedican a la atención de los migrantes albaneses de rito bizantino, especialmente de los Arbëreshë. En 2015, eran unas 93 religiosas en 13 monasterios, presentes en: Albania, India, Italia y Kosovo.